# Религия в Корее
В Корее до её разделения в 1945 году существовало несколько различных религий. Буддизм, христианство, конфуцианство, а также традиционный шаманизм в разное время имели широкое распространение в Корее. Современное разделение Кореи на КНДР и Южную Корею предопределило в дальнейшем различие в развитии религиозных движений по полуострову.

## История

### Древность
До образования древних племенных союзов и государств на территории Корейского полуострова был распространён анимизм, как и в большинстве человеческих сообществах того времени. Природные объекты, духи гор и воды были наиболее почитаемыми среди прочих. Кроме того, обожествлялись солнце, луна и звёзды.

### Три корейских государства
В период существования трёх корейских государств (58 г. до н. э. — 660 г. н. э.) каждое из них принимало религии соседних государств. Религии вводились в качестве обязательных и основывались зачастую на представлениях уже существовавших традиционных верований, а также активно пропагандировались правителями. Таким образом, традиционные верования фактически сосуществовали с привнесёнными иноземными религиями.

### Династия Корё
При династии Корё религиозные верования были особенно склонны к заимствованию из других религий. Однако поэзия во времена династии Корё была в основном конфуцианской направленности. В это время политические и гражданские учреждения были институционализированы, в том числе и религиозные движения.
В период расцвета династии Корё буддизм был интегрирован в пять религий и две секты. Сменявшие друг друга короли династии Корё контролировали, а иногда и подавляли некоторые религиозные движения не только в отношении буддизма и конфуцианства, но и в отношении шаманизма.

### Династия Чосон
Династия Чосон первоначально приняла буддизм как основную религию, а конфуцианство как политическую доктрину, но постепенно перешла к политике сонгёкбуль (хангыль 숭유억불), где буддизм подавлялся в государственных делах и заменялся конфуцианскими принципами. В первой половине династии Чосон буддийский монах Хюджон (хангыль 휴정; ханча 休靜) утверждал, что три религии (конфуцианство, буддизм и даосизм) согласуются друг с другом на фундаментальных уровнях. Кроме того, буддийские концепции объяснялись через призму конфуцианских принципов.
Даосизм, который передавался из поколения в поколение с периода Когурё, имел Тэчхон-гван (школа конфуцианства) в Кэсоне, а после переселения Хансона был основан Согёк-чжон. Кроме того, народу властями предписывалось поклонение наследному принцу.

#### Католицизм
Когда династия Чосон вступила в современную эпоху, сохраняя государство в относительной изоляции, она вскоре столкнулась с проблемой передачи религий с Запада. Однако католические миссионеры не посещали Корею вплоть до 1794. За десять лет до этого из Пекина вернулась группа миссионеров корейцев-христиан, проходивших там обучение. Однако записи иезуитского миссионера Матео Риччи, который жил при императорском дворе Пекина, появились в Корее в XVII веке. К середине XIX века в стране было около 17 500 католиков. В то время государство всеми силами боролось с ними, гонения продолжались до 1884 года.
Таким образом, католицизм распространялся миссионерами тайно, проникающими в страну, несмотря на запрет, и это привело к многочисленным преследованиям католиков в XIX веке. Это преследование было вызвано не только религиозной политикой, но и действиями, противоречащими конфуцианской идеологии и политике династии Чосон.

#### Протестантизм
Из-за внутренних и внешних обстоятельств власти в Корее на протяжении XIX века стали смягчать своё отношение к западным религиям. Это облегчило распространение нескольким протестантским конфессиям, а не только католицизму. Протестантские миссионеры попали в Корею в 1880-х годах и, наряду с католическими священниками, сумели обратить в христианскую веру значительное число корейцев. Методистская и пресвитерианская миссии были особенно успешными. Им удалось основать церкви, школы и университеты, а также дома приюта. Они играли важную роль в модернизации страны. В 1901 году в Корее был основан Пресвитерианский университет и теологическая семинария.

### Японский колониальный период
Во время японского колониального периода канцелярия генерал-губернатора Кореи применила к буддизму Постановление о монастыре и Закон о монастыре Хонмук. Указ генерал-губернатора Чосон был применён к Юриму, основной школой конфуцианства, а Закон об основании был применён к христианству в соответствии с политикой генерал-губернатора. Религиозные движения были включены в соответствующие официальные религиозные организации. Офис генерал-губернатора признавал синтоизм, буддизм и христианство как основные религии. При этом конфуцианство не признавалось в качестве религии, а считалось школой экономики, к которой применялся закон о социальном образовании. Конфуцианские храмы становятся правительственными зданиями, а конфуцианские школы стали считаться местным государственным органом или местным учебным заведением.
В результате данной политики многие религиозные движения (кроме христианских деноминаций) в Корее приходят в упадок. Кроме того, колониальное правительство заставляло всех граждан посещать святыни. Имели место преследования со стороны властей по отношению к отказывающимся.

### Современность
После разделения Кореи в 1945 году на северную и южную части в результате различий в государственной политике появилась существенная разница в развитии религиозных движений на полуострове.

#### Северная Корея
Большое количество христиан жило на севере страны, где влияние конфуцианства было не столь сильным. До 1948 года Пхеньян был крупнейшим центром христианства Кореи. Примерно одна шестая часть всего населения Пхеньяна, или 300 тысяч человек, была крещена. После установления коммунистического режима на севере, большая часть христиан была вынуждена уехать в Южную Корею.
На территории КНДР деятельность религиозных движений существенно ограничена. В стране есть небольшое количество буддистов (около 10 000, контролируются государственной Корейской буддистской федерацией), некоторое число христиан (около 10 000 протестантов и 4 000 католиков, которые контролируются государственной Корейской христианской федерацией), а также небольшое число последователей Чхондогё (Небесный путь), располагающих даже собственной Партией молодых друзей небесного пути.
В соответствии с Конституцией КНДР, «Гражданам гарантируется свобода совести» (глава 5, статья 68). В соответствии с ней, все верующие должны пользоваться равными со всеми другими гражданами правами в социально-политической области.
Культ личности «Великих вождей» вместе с идеологией чучхе («опора на собственные силы») потеснили традиционные религиозные верования корейцев в КНДР. Согласно докладам правозащитников, де-факто правительство КНДР не обеспечивает гражданскому обществу свободу вероисповеданий, создавая лишь её иллюзию поддержкой нескольких религиозных групп.
По итогам исследования международной благотворительной христианской организации «Open Doors» за 2015 год, КНДР занимает первое место в списке стран, где чаще всего притесняют права христиан.

#### Южная Корея
Менее половины (44 %) жителей Южной Кореи причисляют себя к сторонникам какого-либо вероисповедания. Основными религиями в Южной Корее являются протестантское и католическое течения христианства (27,7 % от всего населения), буддизм (15,5 %), конфуцианство (0,15 %). Однако эти данные нужно трактовать осторожно, так как многие исповедующие буддизм могут также исповедовать конфуцианство, и наоборот. В Южной Корее очень сильны так называемые «новые религии», такие как Чхондогё. Существует также небольшое мусульманское меньшинство.

##### Новые религии
Чхондогё, считающаяся первой из «новых религий» Кореи, является довольно популярной религией в стране. Идеология Чхондогё представляет собой смесь элементов конфуцианства, буддизма, шаманизма, даосизма и христианства. Чхондогё возникло во время Движения Тонхак, возглавляемого Чхве Че У, человеком, принадлежавшим классу янбанов. Чхве был казнён по обвинению в ереси в 1863 году, однако его учение стало очень популярным в народе и до сих пор находит массу сторонников.
Помимо Чхондогё другие основные из новых религий: 
- Тэджонгё, идеология которой основана на почитании Тангуна — легендарного основателя Кочосона (первого корейского государства) и всей корейской нации;
- Чхунсангё, появившаяся в начале XII века, и делающая упор на магические обряды для построения рая на земле;
- Вонбульгё (вон-буддизм), сочетающая традиционные буддистские доктрины с современными элементами.

Существует также множество мелких сект, распространённых вокруг горы Керёнсан в провинции Чхунчхон-Намдо, где, по легенде, должна возникнуть новая династия правителей Кореи.
В Корее также возникло несколько новых течений христианства. Чхондогван, или «Евангелическая церковь», была основана Пак Тхэ Соном. Он изначально был пресвитерианином, но в 50-х годах был отлучён от церкви за ересь (после его объявления о том, что он имеет особую мистическую духовную силу).